# كاسر الحجر اللاورقي
كاسر الحجر اللاورقي أو كاسر الحجر عديم الأوراق (الاسم العلمي:Saxifraga aphylla) هو نوع من النباتات يتبع جنس كاسر الحجر من فصيلة كاسرات الحجر.